# Ser e Tempo

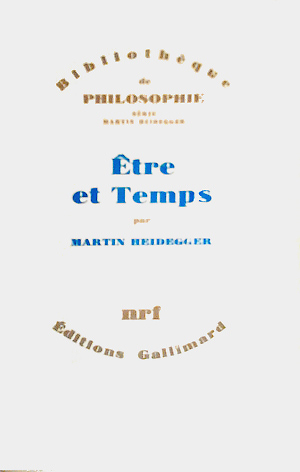
A versão francesa de Ser e Tempo.

Ser e tempo (em alemão: Sein und Zeit) é uma obra do filósofo alemão Martin Heidegger, publicada em 1927 nos Anais de Filosofia e Pesquisa Fenomenológica editados por Edmund Husserl. Embora escrito rapidamente e nunca concluído, Sein und Zeit é um dos livros marcantes do pensamento do século XX. É também a obra mais conhecida de Heidegger, cuja bibliografia abarca 110 obras completas.
A influência de Sein und Zeit pode ser observada em campos que vão muito além das disciplinas estritamente filosóficas. Campos como a literatura, as ciências humanas, a psiquiatria e a teologia sofreram influência direta dos pressupostos desenvolvidos por Heidegger.
Quando escreveu Ser e Tempo, Heidegger era professor da Universidade Freiburg, Alemanha. Mais tarde, entrou para o partido nazista e tornou-se reitor durante a ascensão de Adolf Hitler.